# شهر شکلات: نوار وگاس
شهر شکلات: نوار وگاس (انگلیسی: Chocolate City: Vegas Strip) یک فیلم سینمایی کمدی-درام آمریکایی محصول سال ۲۰۱۷ به کارگردانی و نویسندگی ژان-کلود لامار است. بازیگران اصلی فیلم مایکل جای وایت، رابرت ری‌چارد، جینووین، مکای فایفر، مل بی، ایمانی حکیم و ویویکا ای فاکس هستند. این فیلم دنباله فیلم شهر شکلات (۲۰۱۵) است.
این اثر سینمایی در تاریخ ۱۳ اوت ۲۰۱۷ توسط نتفلیکس منتشر شد.